# ホソバイラクサ
ホソバイラクサ（細葉刺草、学名: Urtica angustifolia var. angustifolia）は、イラクサ科イラクサ属の多年草 。葉は細長く、托葉は4個ある。やや叢生する。

## 特徴
植物体全体が強靭で多毛、やや淡い淡緑色になる。茎は丈夫で直立し、高さ50-150cmになり、多数の刺毛が生え、刺毛に刺さると痛い。葉は対生し、葉身は披針形または狭卵状長楕円形で、長さ8-15cm、幅4cm以下、先端が細長くとがり、縁は粗い単鋸歯になる。基部の葉柄は長さ1-3cm。葉と葉柄にも刺毛が生え、葉の両面に毛が生える。茎の各節に離生した4個の托葉があり、線形で長さ7-8mmになる。
花期は8-9月。ふつうは雌雄異株であるが、ときに雌雄同株となる。葉腋から1対の穂状花序を出す。花は小さな緑白色になり、4数性で、雄花の花被片は4個、雄蕊も4個あり、雌花の花被片は4個で小型である。
植物体は乾燥すると濃緑色または碧緑色に変色する。

## 分布と生育環境
日本では、北海道、本州、四国、九州に分布し、山地の林縁の明るい湿った場所、湿地、湿原の周辺などに生育する。世界では、朝鮮半島、中国大陸、シベリア東部、カムチャツカ半島に分布する。

## 名前の由来
和名ホソバイラクサは、「細葉刺草」の意で、同属のイラクサに比べ、葉が披針形で細長いので「細葉」という。「刺草」は茎葉にある刺毛によって疼痛を感じることによる。
属名 Urtica は、ラテン語の uro で、「燃やす」「ちくちくする」に由来する古典ラテン語であり、この属の種にギ酸を含む刺毛があり、触れるとちくちくと痛むことによる。種小名（種形容語）angustifolia は、「細葉の」「巾の狭い葉の」の意味。

## 種の保全状況評価
国（環境省）のレッドデータブック、レッドリストでの選定はない。都道府県のレッドデータ、レッドリストの選定状況は、群馬県が絶滅危惧IA類(CR)、埼玉県が情報不足(DD)、千葉県が重要保護生物(B)、福井県が県域絶滅危惧Ⅰ類、京都府が要注目種、大阪府が準絶滅危惧、兵庫県がAランク、岡山県が絶滅危惧II類となっている。

## ギャラリー

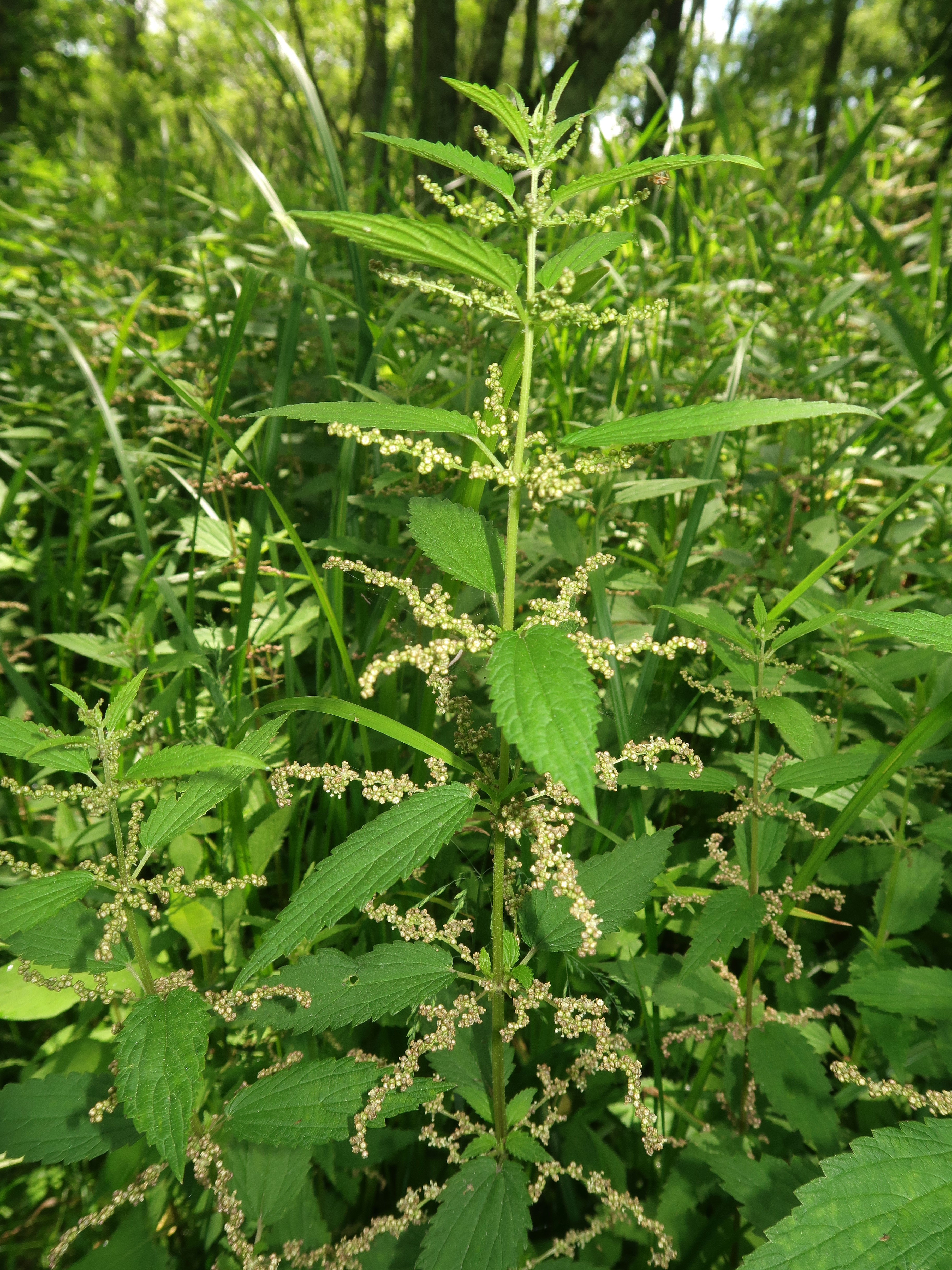
雄株。6月下旬。分類表内は雌株。
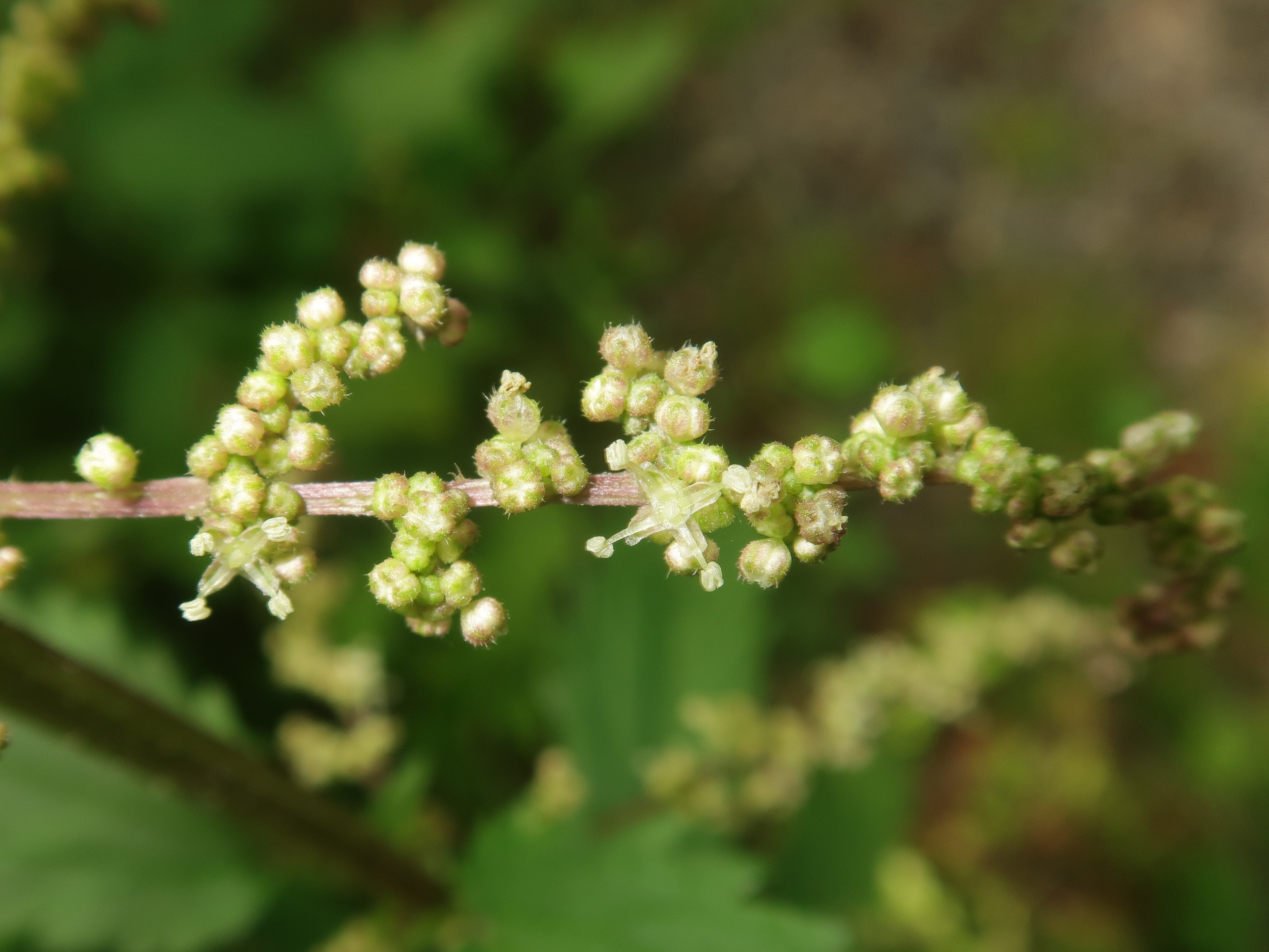
雄株の雄花序。花は4数性で、雄花の花被片は4個、雄蕊も4個ある。
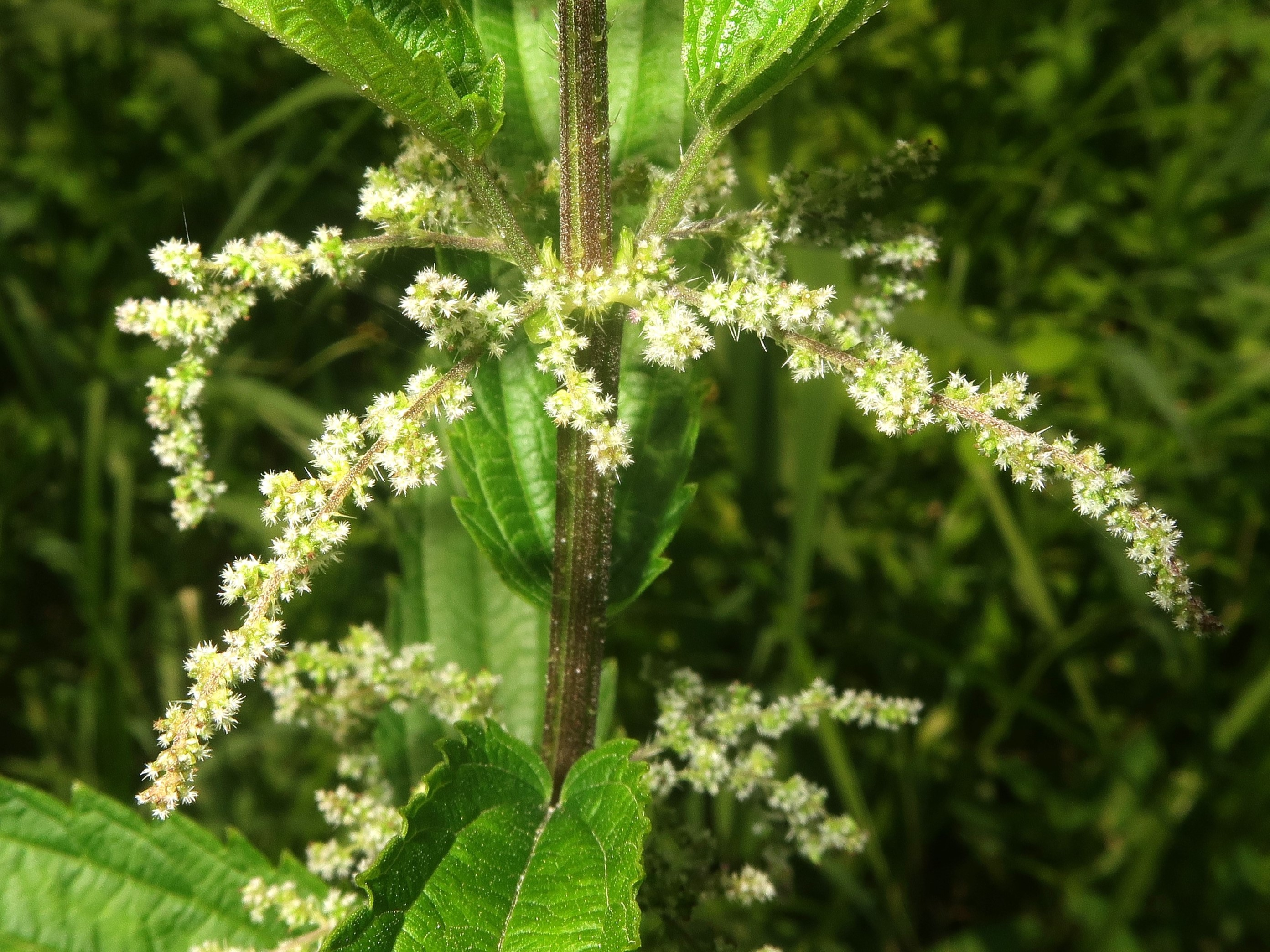
雌株の雌花序。
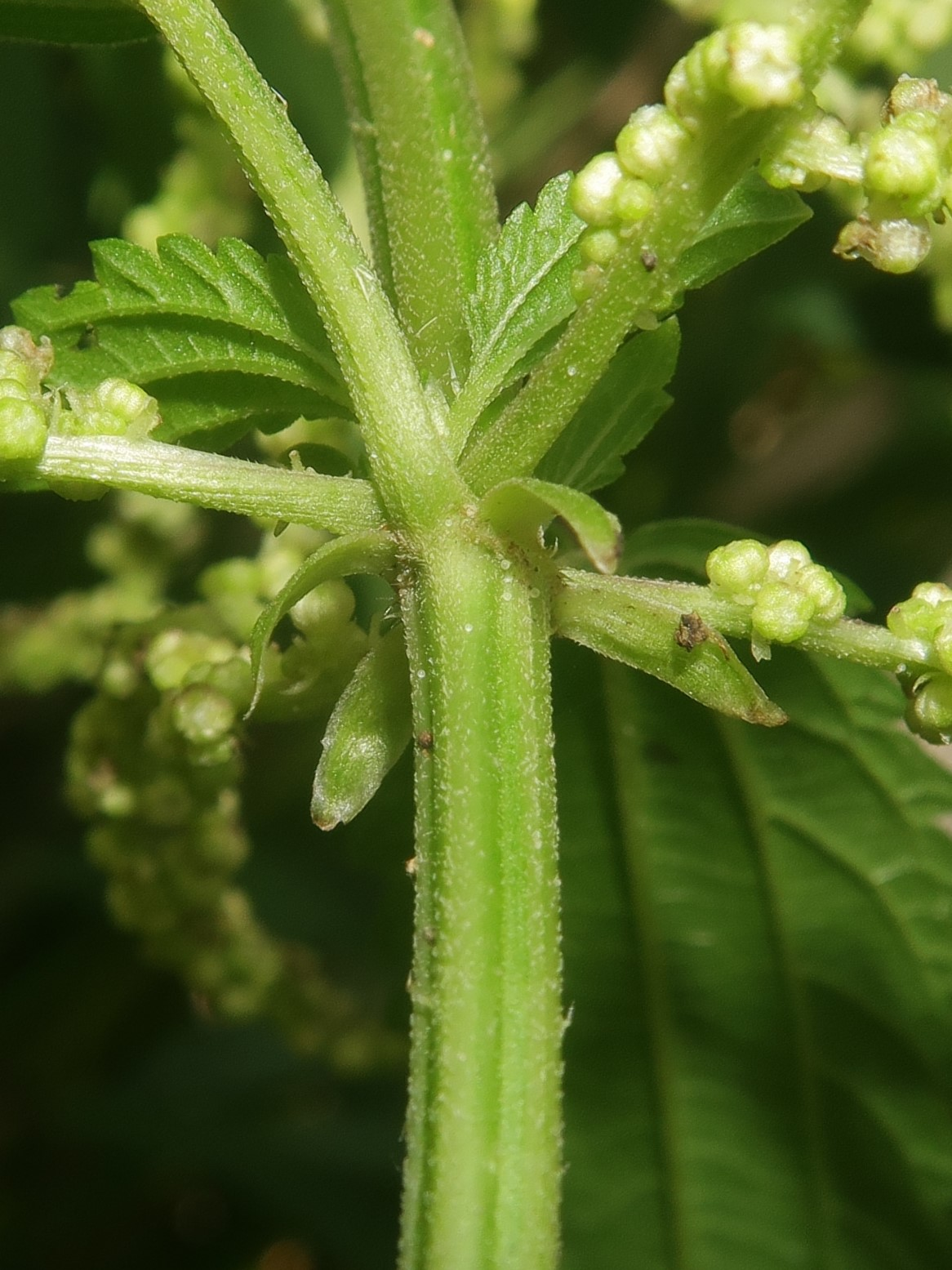
茎の各節に離生した4個の托葉があり、線形になる。
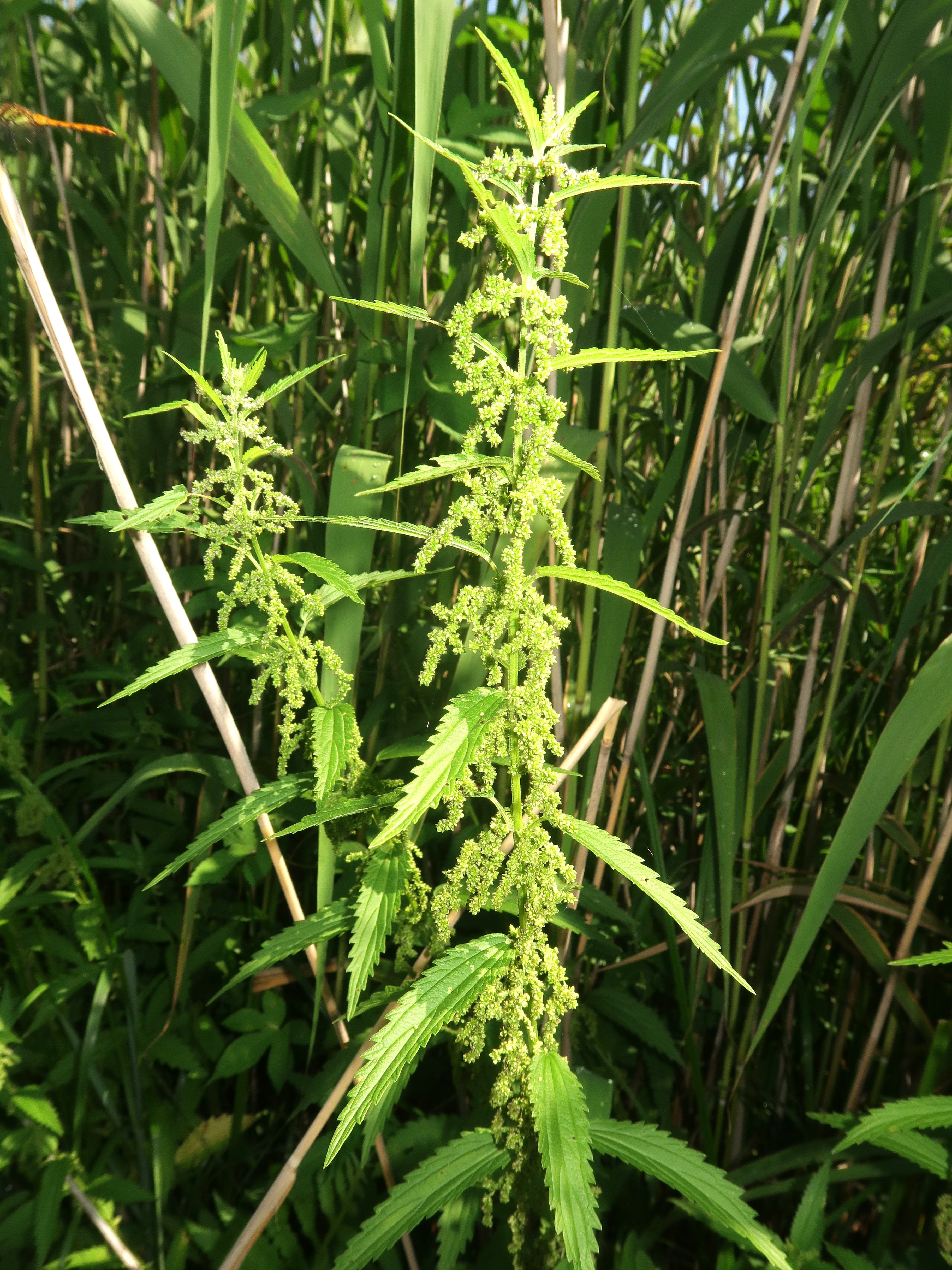
若い果実をつけた雌株。
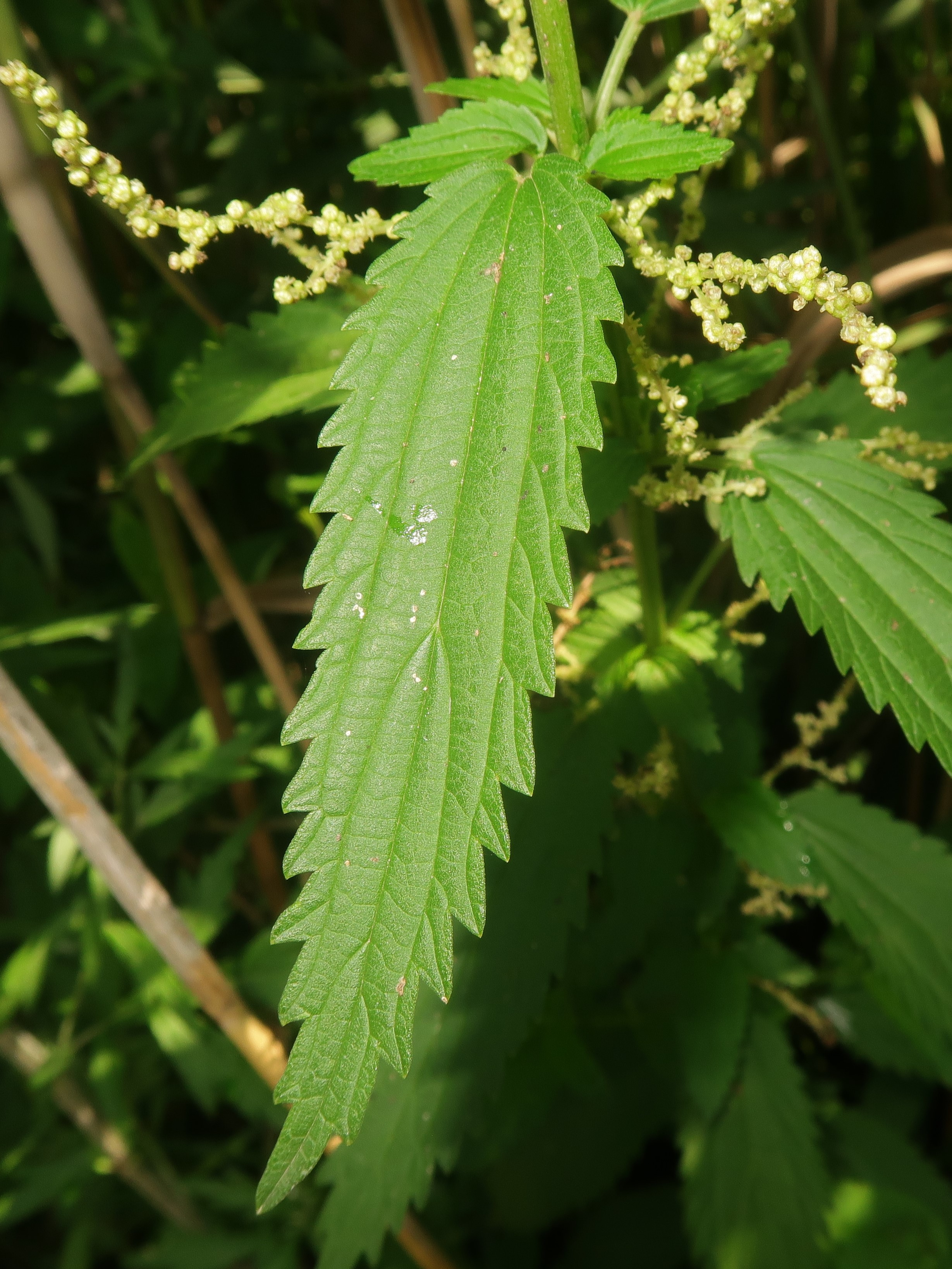
葉は披針形または狭卵状長楕円形で、先端が細長くとがり、縁は粗い単鋸歯になる。

## 下位分類

### ナガバイラクサ
ホソバイラクサを基本種とする変種にナガバイラクサ（長葉刺草、学名: Urtica angustifolia Fisch. ex Hornem. var. sikokiana (Makino) Ohwi (1953)、シノニム: Urtica sikokiana (Makino) Makino (1910)）がある。

### 特徴
基本種のホソバイラクサと比べ、全体がやせて細く、刺毛が少ない。茎は直立し、高さは60-100cmになり、まばらに刺毛と細毛が生える。葉は対生し、葉身は狭披針形または線状披針形で、長さ5-8cmになり、先端は尾状に鋭くとがり、基部は円形または浅い心形、縁はややそろった細鋸歯（文献によっては、鋭い大鋸歯）がある。葉質は薄く、両面に毛が少数散生し、3本の葉脈が縦に走る。花期は7-8月。雌雄同株。葉腋から穂状花序をだし、上方には雄花序、下方には雌花序がでる。植物体は乾燥すると暗色に変色する。

### 分布と生育環境
日本では、本州の中部地方以西の太平洋側、四国、九州に分布し、深山の林内や渓流沿いの林内の湿った場所に生育する。世界では、朝鮮半島南部に分布する。基本種よりは稀な種である。

### 名前の由来
和名ナガバイラクサは、「長葉刺草」の意で、イラクサの類で葉が細長いのでいう。和名 Nagaba-irakusa は、牧野富太郎 (1909) による命名である。牧野は1910年に、シノニム記載のとおり、Urtica sikokiana (Makino) Makino (1910) として独立種として記載したが、前年に同種を Urtica dioica L. var. sikokiana Makino (1909) として記載した際、和名を Nagaba-irakusa とした。
変種名 shikokiana は、「四国産の」の意味。

### 種の保全状況評価
国（環境省）のレッドデータブック、レッドリストでの選定はない。都道府県のレッドデータ、レッドリストの選定状況は、奈良県が絶滅危惧種、和歌山県が絶滅(EX)となっている。

## 分類
イラクサ科のうち、植物体に触ると痛い刺毛があるものに、ムカゴイラクサ属 Laportea Gaudich. と本種が属するイラクサ属 Urtica L. があり、ムカゴイラクサ属は葉が互生し、イラクサ属は葉が対生する。イラクサ属に属する日本に分布する種は、本種のほか、イラクサ Urtica thunbergiana Siebold et Zucc.、エゾイラクサ U. platyphylla Wedd.、コバノイラクサ U. laetevirens Maxim.がある。
本種とコバノイラクサは、托葉が各節に4個あり、本種の葉は和名のとおり幅が細く、先は細長くとがり、コバノイラクサの葉は卵形から広卵形で小型で先は長くとがらず、鋸歯は単鋸歯となる。コバノイラクサは北海道、本州の近畿地方以北、朝鮮半島、中国大陸に分布する。イラクサとエゾイラクサは、托葉が各節に2個あり、イラクサの葉は卵形で、鋸歯は欠刻状の重鋸歯になるのに対し、エゾイラクサの葉は狭卵形から卵状長楕円形になり、鋸歯は単鋸歯になる。イラクサは本州の福島県以南、四国、九州、朝鮮半島、台湾に分布し、エゾイラクサは、南千島、北海道、本州の中部地方以北、千島列島、サハリン、シベリア東部、カムチャツカ半島に分布する。

## 利用
『食べられる野生植物大事典（草本・木本・シダ）』（2007年、柏書房）の著者の橋本郁三は、同著のなかで、本種について、他の文献（佐藤孝夫著、『北海道山菜図鑑』、1995年）の記述を紹介し、同属のコバノイラクサとともに山菜として「食べられる，と記述されている。」としている。